# Naturaleza muerta (novela)
Naturaleza muerta es una novela de misterio escrita por la escritora canadiense Louise Penny y publicada originalmente en inglés en 2005, y que ganó el Premio Anthony y el Premio Barry a la mejor primera novela en 2007.